# جاك مايرز
جاك مايرز (بالإنجليزية: Jack Myers) هو لاعب كرة قدم أمريكية أمريكي، ولد في 8 أكتوبر 1924 في سانت لويس في الولايات المتحدة.

## وصلات خارجية
- جاك مايرز على موقع مرجع كرة القدم المحترفة.كوم (الإنجليزية)